# Polizeiverordnung über das Auftreten der Juden in der Öffentlichkeit

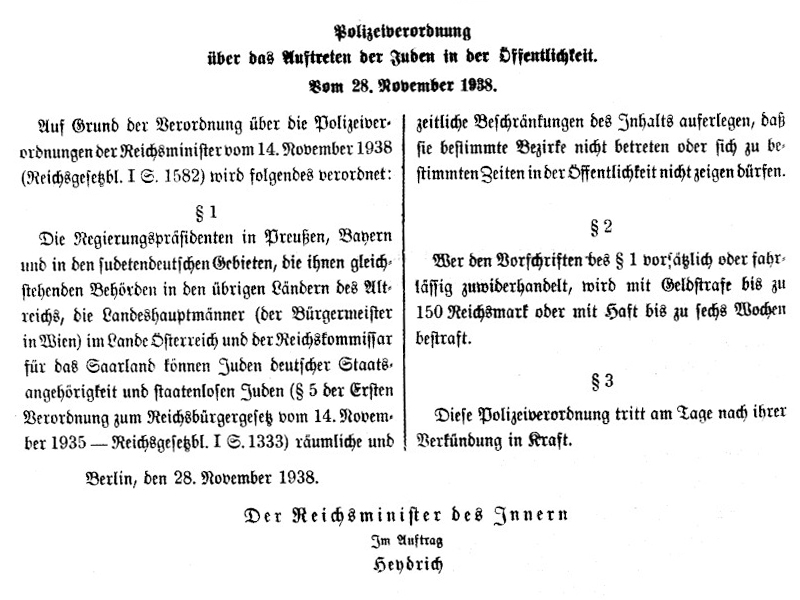
Verkündung (RGBl. I 1938, S. 1676)

Die Polizeiverordnung über das Auftreten der Juden in der Öffentlichkeit war eine Verordnung des deutschen Innenministeriums unter Wilhelm Frick aus dem Jahr 1938.
Die Verordnung trat am 29. November 1938 (in Österreich nach Kundmachung durch Reichsstatthalter Arthur Seyß-Inquart am 30. November) in Kraft und wurde am 20. September 1945 mit dem alliierten Kontrollratsgesetz Nr. 1 betreffend die Aufhebung von NS-Recht aufgehoben.
Sie ermöglichte regionalen Regierungsstellen, deutschen oder staatenlosen Juden zu verbieten, sich in bestimmten Gebieten aufzuhalten oder sich zu bestimmten Zeiten in der Öffentlichkeit zu zeigen. Zuwiderhandlung war mit Geld- oder Haftstrafe bedroht.